# 伊戈尔斯·斯特帕诺夫斯
伊戈尔斯·瑙里斯·斯特帕诺夫斯（1976年1月21日－）是拉脱维亚国家足球队的一名前国脚，在场上司职后卫。现为拉脱维亚17岁以下青年队的主教练。斯特帕诺夫斯代表拉脱维亚共出战100场，打进4球，并参加了2004年欧洲杯。

## 球员生涯

### 斯孔托
斯特帕诺夫斯在斯孔托冶金（今斯孔托）俱乐部开始自己的职业生涯，16岁时他就代表俱乐部一线队参加比赛。在斯孔托他和球队一起赢得了7座拉脱维亚超级足球联赛的冠军奖杯。斯特帕诺夫斯在斯孔托俱乐部效力期间曾和包括国际米兰、巴塞罗那和切尔西在内的多家欧洲知名俱乐部交手，他和俱乐部一起受到了广泛的关注。在2000年他引起了很多欧洲俱乐部的兴趣。
1995年4月26日，斯特帕诺夫斯首次代表拉脱维亚国家足球队出场，对手是北爱尔兰。两年后的1997年6月25日，斯特帕诺夫斯在对摩尔多瓦的友谊赛上打进国家队的首粒进球。

### 阿森纳
由于球队队长托尼·亚当斯受伤，2000年，阿森纳队主教练阿尔塞纳·温格以135万英镑的价格从斯孔托签入斯特帕诺夫斯。在赛季的初始阶段他表现良好，在1-2输给伊普斯维奇的联赛杯比赛中打进一球。但在同曼联的关键一战中阿森纳以1-6惨败于对手，争冠形势急转直下，斯特帕诺夫斯也失去了在主力阵容中的位置，只在同曼城的比赛中有过上场记录。在接下来的2001-02赛季的英超联赛中，斯特帕诺夫斯仅为球队出场6次，未能获得冠军奖牌。具有讽刺意味的是，在5月8日阿森纳客战曼联的比赛中斯特帕诺夫斯坐在替补席上见证了球队1-0小胜对手，报了上赛季的一箭之仇的整个过程。阿森纳还在2002年和2003年两度赢得联赛杯冠军，但斯特帕诺夫斯只在2002年对纽卡斯尔联的比赛中出过场。在阿森纳俱乐部效力的四个赛季里斯特帕诺夫斯共为球队出战31场比赛，其中包括17场联赛。

### 职业生涯后期
在阿森纳度过了几个不成功的赛季之后，斯特帕诺夫斯被租借至与阿森纳有合作关系的比利时KSK贝弗伦俱乐部，在那里他重新找回了自信，恢复至以往的良好状态当中。斯特帕诺夫斯代表拉脱维亚参加了2004年欧洲杯足球赛，并打满了3场小组赛。欧洲杯被淘汰之后，斯特帕诺夫斯又引起了数家俱乐部的兴趣，最终他选择加盟瑞士的苏黎世草蜢俱乐部。在那里他效力了两个赛季，但在2006年遭到解约。同年，斯特帕诺夫斯回到故乡，与FK尤尔马拉签约，但半年之后的2007年1月26日，他又一次离开拉脱维亚，自由转会至丹麦的埃斯比约，一年后又转投俄罗斯的雅罗斯拉夫尔辛尼克。2008年7月9日，斯特帕诺夫斯再次被球队解约，在度过了一年的无球可踢的时光之后，他又回到了拉脱维亚，加盟奥林普斯里加俱乐部。次年斯特帕诺夫斯离开奥林普斯里加，再次回到FK尤尔马拉俱乐部。在那里斯特帕诺夫斯度过了职业生涯的最后两个赛季，出场25次，打进一球。
2011年8月，斯特帕诺夫斯宣布退役。8月10日，暌违国家队3年之久的他参加了同芬兰的友谊赛，这是他在国家队的第100场也是最后一场比赛。在比赛的中场休息阶段球队为他举行了一个仪式，纪念他为国家队多年来的贡献。

## 教练生涯
在FK尤尔马拉俱乐部效力期间，斯特帕诺夫斯就以球员兼教练的身份帮助主教练弗拉季米尔斯·巴比切夫斯工作。2012年3月，斯特帕诺夫斯收到拉脫維亞足球總會的邀请，正式担任拉脱维亚17岁以下青年队的主教练一职。

## 国家队生涯

### 国际赛事出场
| 球隊     | 年份 | 出場 | 進球 |
| -------- | ---- | ---- | ---- |
| 拉脱维亚 | 1995 | 2    | 0    |
| 拉脱维亚 | 1996 | 8    | 0    |
| 拉脱维亚 | 1997 | 12   | 1    |
| 拉脱维亚 | 1998 | 4    | 0    |
| 拉脱维亚 | 1999 | 6    | 1    |
| 拉脱维亚 | 2000 | 7    | 0    |
| 拉脱维亚 | 2001 | 8    | 0    |
| 拉脱维亚 | 2002 | 6    | 0    |
| 拉脱维亚 | 2003 | 10   | 0    |
| 拉脱维亚 | 2004 | 13   | 1    |
| 拉脱维亚 | 2005 | 10   | 0    |
| 拉脱维亚 | 2006 | 5    | 0    |
| 拉脱维亚 | 2007 | 3    | 0    |
| 拉脱维亚 | 2008 | 5    | 1    |
| 拉脱维亚 | 2011 | 1    | 0    |
| 總計     | 總計 | 100  | 4    |

### 国际赛事进球
| # | 日期          | 地点               | 对手     | 进球 | 比赛结果 | 比赛性质           |
| - | ------------- | ------------------ | -------- | ---- | -------- | ------------------ |
| 1 | 1997年6月25日 | 拉脱维亚，里加     | 安道尔   | 4–1  | 4–1      | 友谊赛             |
| 2 | 1999年9月8日  | 格鲁吉亚，第比利斯 | 格鲁吉亚 | 2–2  | 2–2      | 2000年欧洲杯预选赛 |
| 3 | 2004年2月19日 | 塞浦路斯，利马索尔 | 匈牙利   | 1–0  | 1–2      | 塞浦路斯国际邀请赛 |
| 4 | 2008年2月6日  | 格鲁吉亚，第比利斯 |          | 2–0  | 3–1      | 友谊赛             |

## 荣誉

### 斯孔托
- 拉脱维亚超级足球联赛（7）: 1992，1995-2000
- 拉脱维亚年度足球先生（1）: 2005

### 阿森纳
- 英格兰足球超级联赛: 2001–02
- 英格蘭聯賽盃（2）:  2001–02，2002–03